# Friedhof Cheb

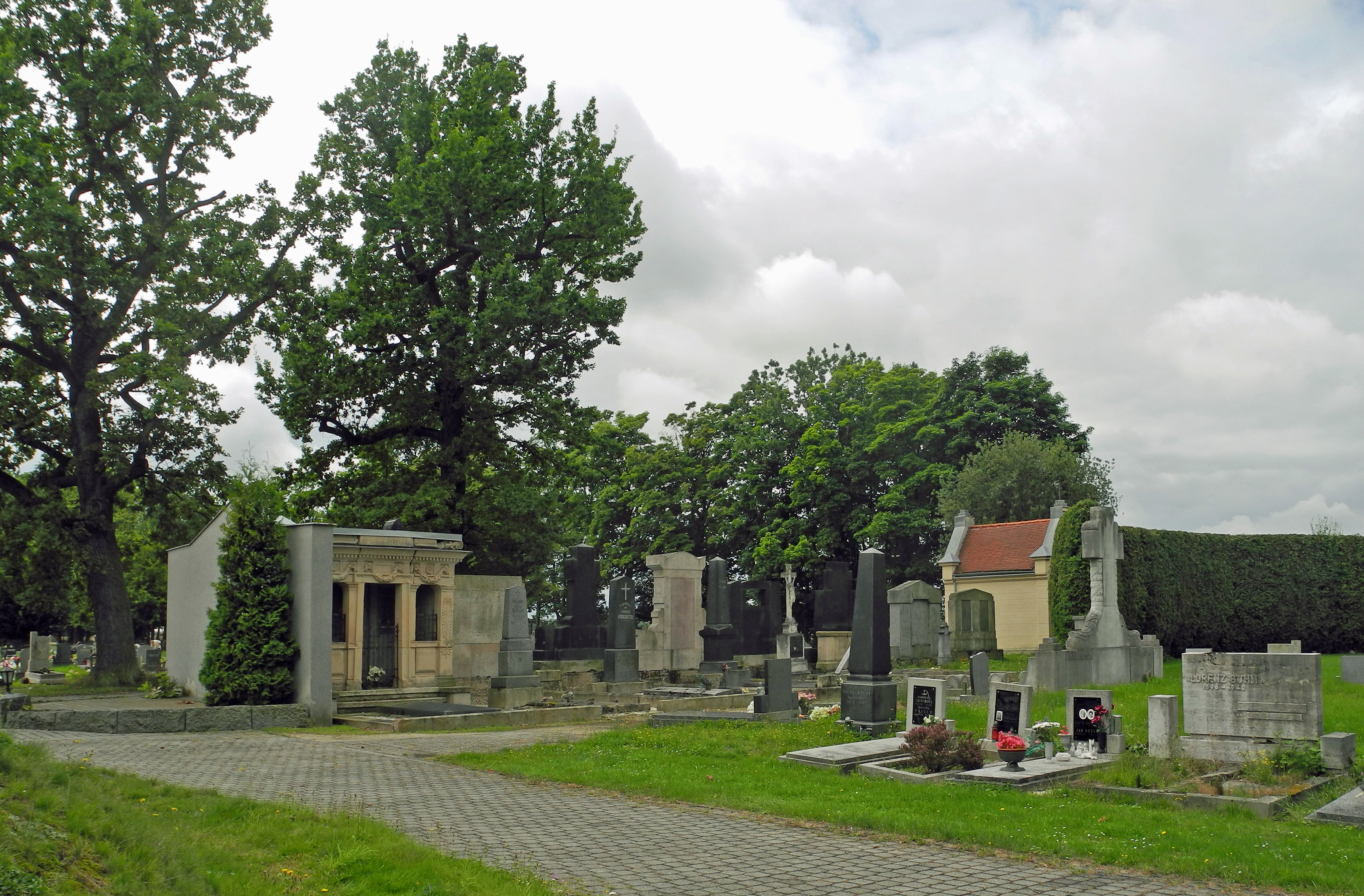
Stadtfriedhof in Eger

Der Städtische Friedhof in Cheb (tschech. Městský hřbitov v Chebu) ist der Hauptfriedhof von Eger. Er befindet sich am östlichen Stadtrand im Stadtteil Hradiště in der Karlovarska-Straße.

## Geschichte
Weil der alte Stadtfriedhof im Bereich des heutigen Stadtparks (tschech. Městské sady) nicht mehr ausreichte, wurde von 1877 bis 1879 in der Amtszeit des Bürgermeisters Adolf Tachezy (1814–1892) ein neuer Friedhof außerhalb der Stadt mit einer Fläche von etwa 3 Hektar geplant und errichtet. Der neue Stadtfriedhof wurde nach Plänen des Architekten Karl Haberzettl (1848–1906) angelegt. 
Die Einweihung erfolgte am 4. Mai 1879, an dem auch die ersten Beerdigungen stattfanden. Auch der Bürgermeister Adolf Tachezy wurde später hier beigesetzt. 
Am nördlichen Eingang des Friedhofs stehen das Gebäude der Friedhofsverwaltung und eine neugotische Friedhofskapelle. Nach der Gründung des Friedhofs wurde hier auch ein neuer jüdischer Friedhof angelegt und der alte jüdische Friedhof in Eger wurde stillgelegt. 
Im nördlichen Bereich befindet sich der neuere Teil des Friedhofs. Südlich davon entlang der einstigen Friedhofsmauer sind nur noch wenige Grabstätten der einstigen deutschen Bewohner erhalten geblieben bzw. im Jahr 2008 restauriert worden.
Auf dem Friedhof existieren auch noch Soldatengräber aus dem Ersten und Zweiten Weltkrieg. Ein weiterer Militärfriedhof wurde im Stadtteil Podhrad eingerichtet. 
Auf dem südlichen Areal des Stadtfriedhofs wurde 2010 ein weiterer 1,44 Hektar großer Soldatenfriedhof, die Kriegsgräberstätte Cheb, eingeweiht. Auf diesem sind die sterblichen Überreste von etwa 6000 deutschen Soldaten aus 145 Orten in Tschechien beigesetzt worden. 
Da es in Eger kein Krematorium gibt, werden die sterblichen Überreste der Toten im Krematorium in Karlsbad eingeäschert. 

## Grabstätten prominenter Bürger
- Karl Haberzettl (1848–1906), Architekt und Baumeister in Eger
- Franz Kraus (1868–1919), Baumeister
- Karl Wilfert der Ältere (1847–1916), Steinmetz und Bildhauer
- Karl Wilfert der Jüngere (1879–1932), Bildhauer

Außerdem wird mit Info-Tafeln auf die ehemaligen Ehrengräber für die Bürgermeister der Stadt verwiesen:
- Anton Julius Gschier (1814–1874), Bürgermeister von 1867 bis 1873
- Adolf Tachezy (1814–1892), Bürgermeister von 1873 bis 1882
- Gustav Gschier (1858–1916), Sohn von Anton Julius Gschier, Bürgermeister von 1892 bis 1911
- Anton Friedrich (1860–1923), Bürgermeister von 1912 bis 1919
- Max Künzel (1867–1928), Bürgermeister von 1919 bis 1928

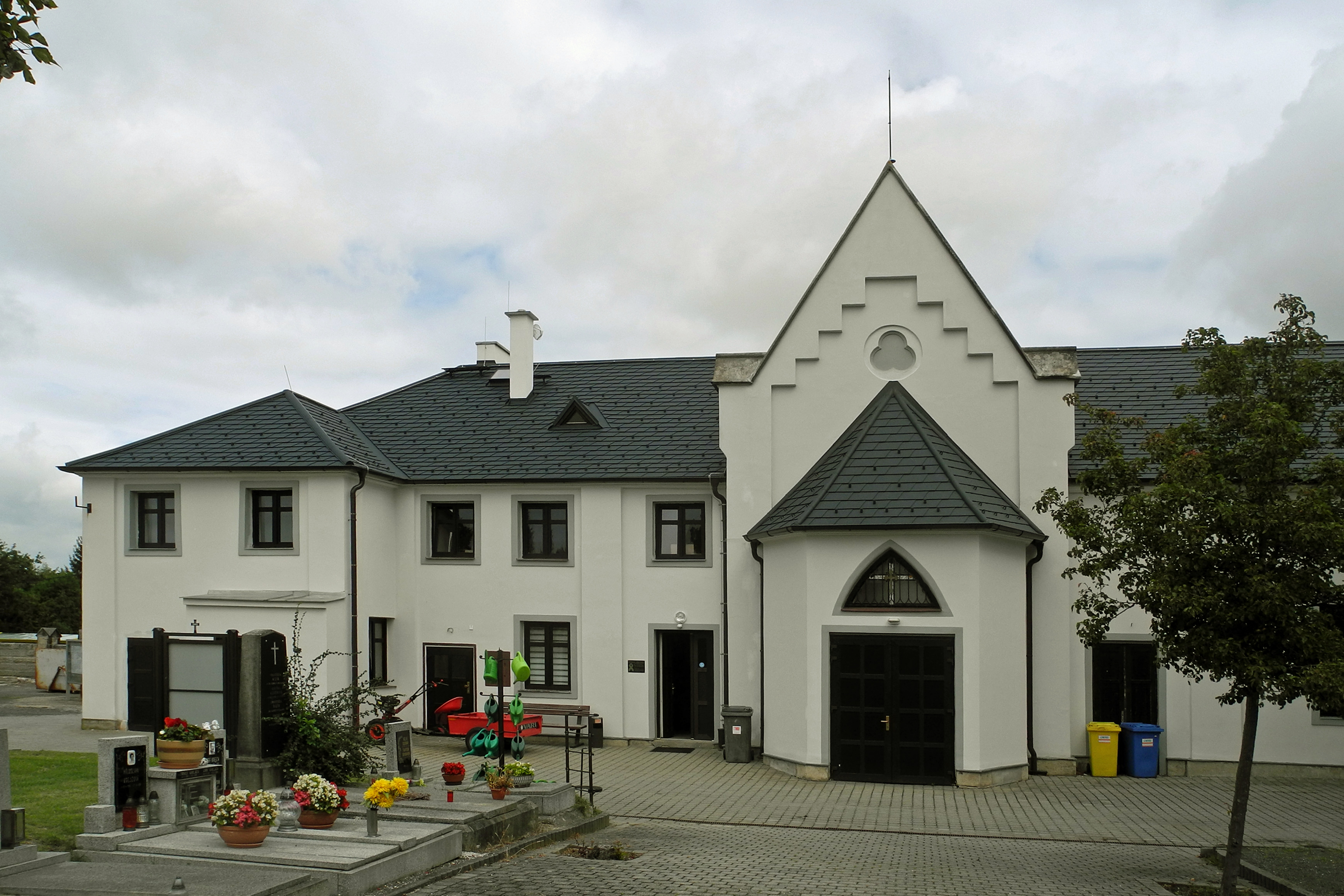
Friedhofskapelle
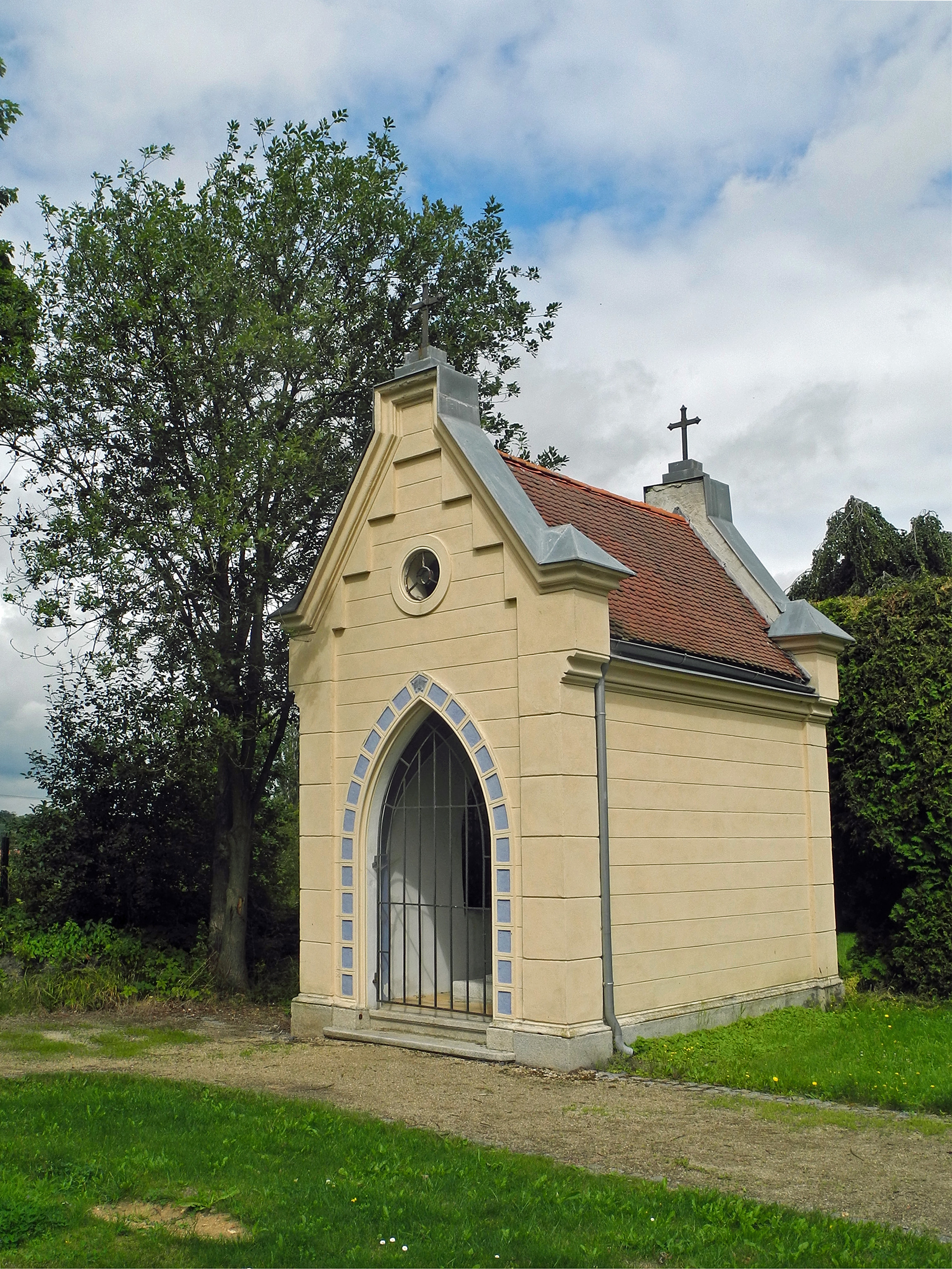
Grufthaus der Bildhauer-Familie Wilfert
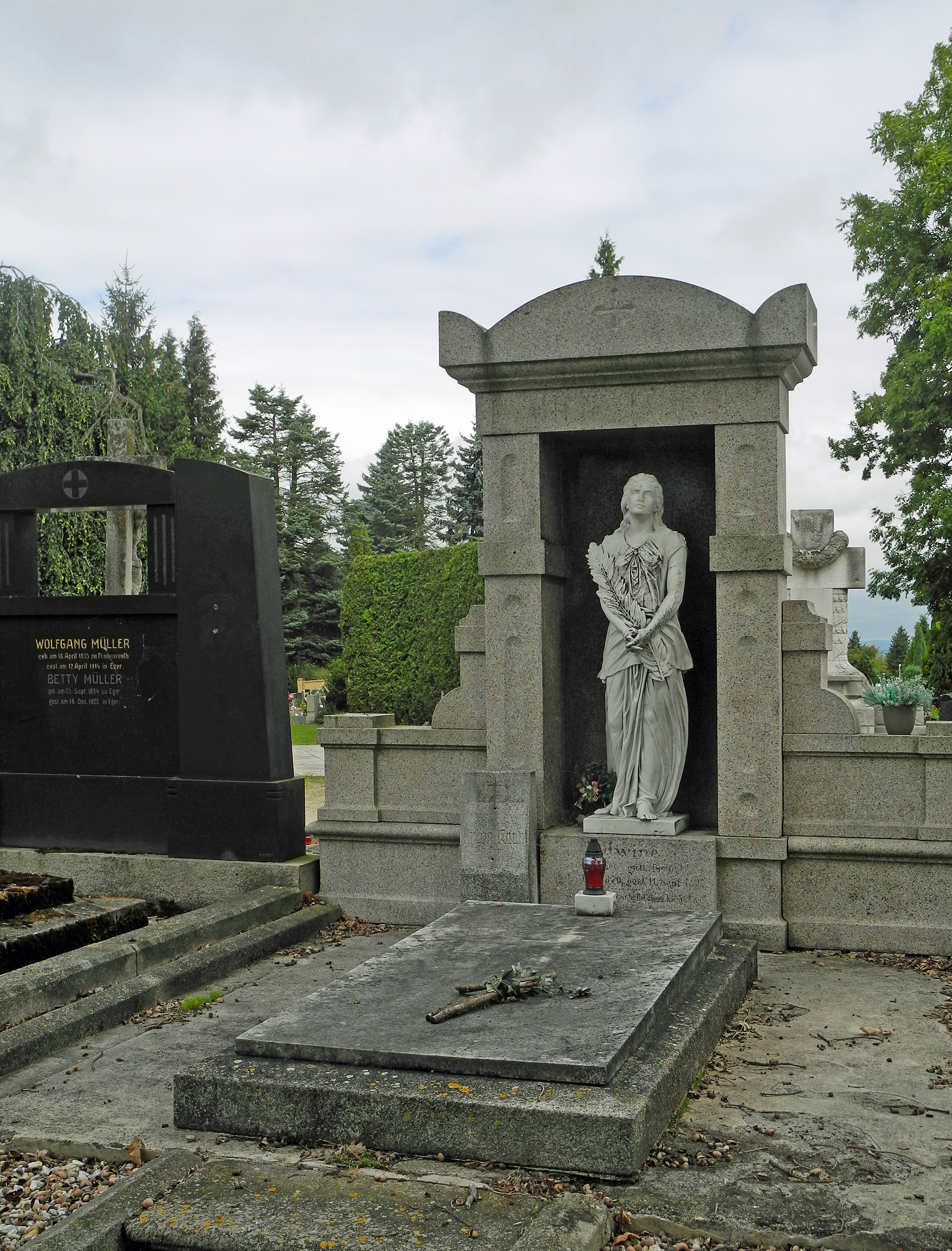
Grabskulptur des Bildhauers Karl Wilfert der Ältere
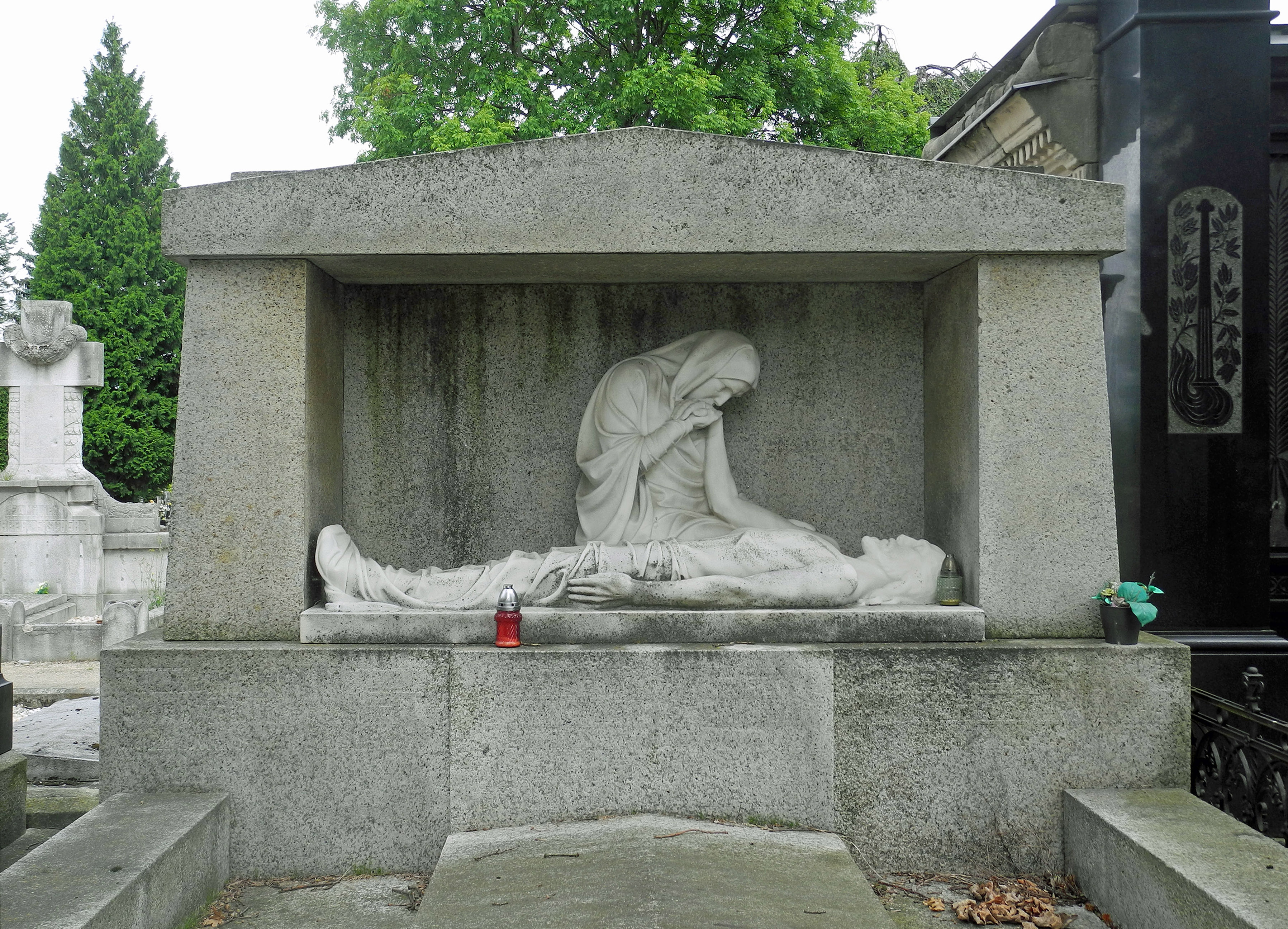
Grabskulptur des Bildhauers Karl Wilfert der Jüngere
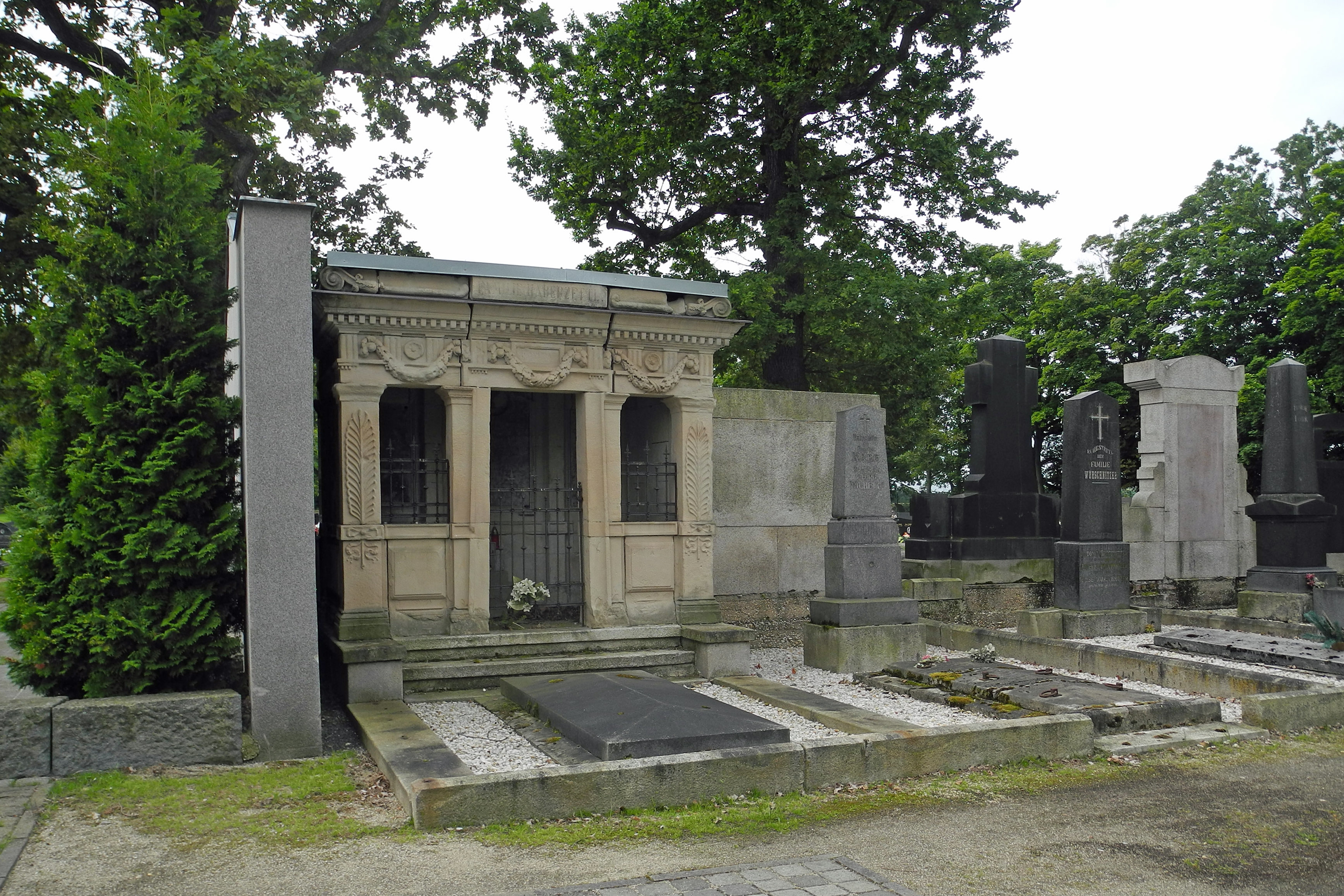
Grufthaus der Baumeister-Familie Haberzettl
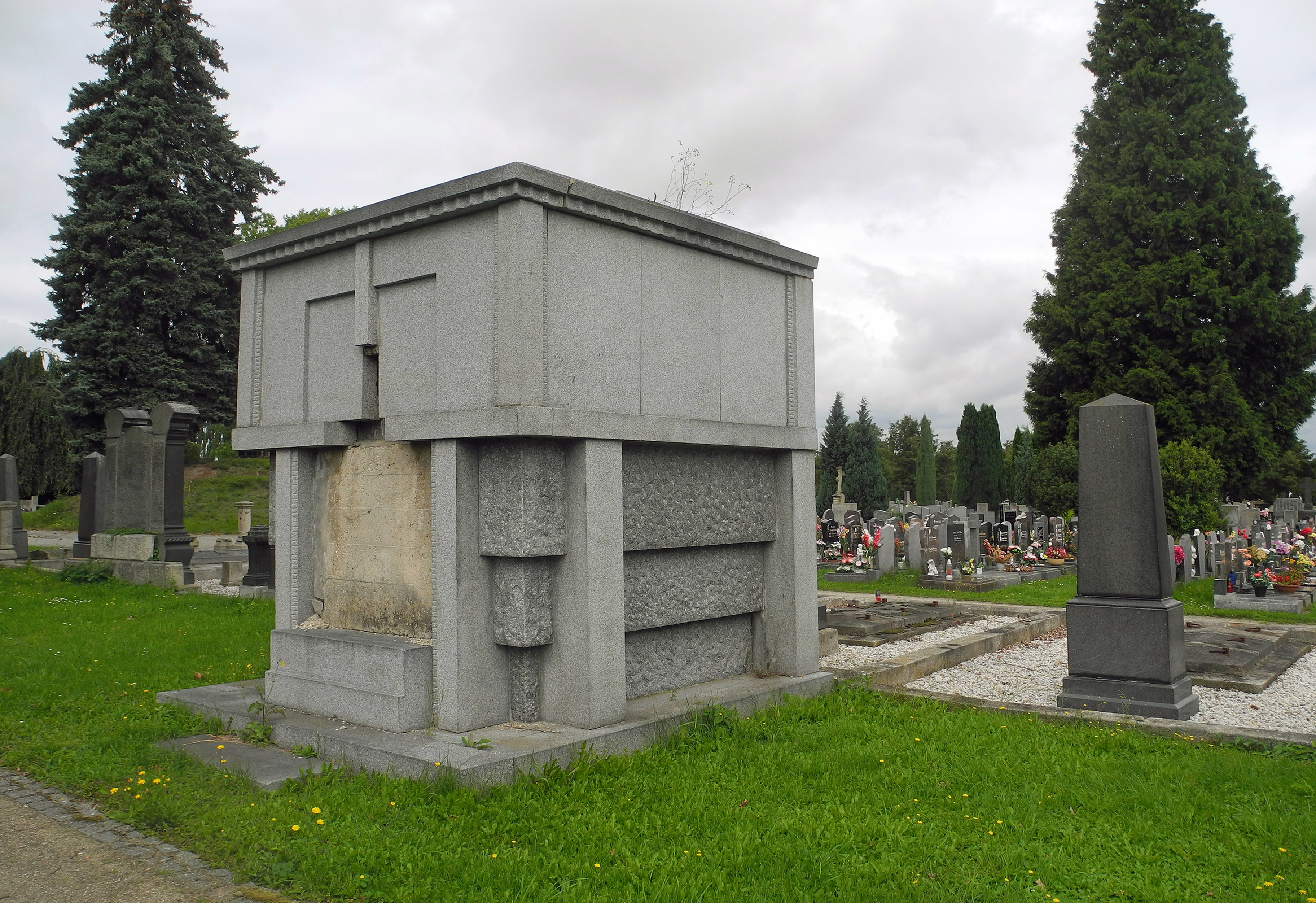
Expressionistisches Grufthaus